# Bernat Soria
Pour les articles homonymes, voir Soria (homonymie).
Bernat Soria Escoms, né le 7 mai 1951 à Carlet, est un chercheur et homme politique espagnol, ancien ministre de la Santé, entre 2007 et 2009.

## Biographie

### Un spécialiste des cellules souches
Après avoir obtenu un doctorat de médecine à l'université de Valence, il devient coordinateur des questions de physiologie au sein de l'agence nationale d'évaluation et de prospective (ANEP), du ministère de l'Éducation et de la Science. Promu professeur des universités de physiologie en 1986 par l'université Miguel Hernández d'Elche, à Alicante, il en devient, onze ans plus tard, directeur de l'institut de bioingénérie.
Il quitte ensuite la Communauté valencienne pour l'Andalousie, où il obtient la chaire de physiologie de l'université Pablo de Olavide, à Séville, tout en étant choisi comme directeur du centre andalou de biologie moléculaire et de médecine régénérative (CABIMER), dépendant de la Junte d'Andalousie, en 2005.
Il a également été coordinateur du réseau européen de recherche sur les cellules souches.

### Ministre de la Santé de Zapatero
Le 6 juillet 2007, Bernat Soria est nommé ministre de la Santé et de la Consommation dans le gouvernement du socialiste José Luis Rodríguez Zapatero, en remplacement d'Elena Salgado. Il annonce quatre mois plus tard avoir accepté d'être tête de liste du Parti socialiste ouvrier espagnol (PSOE) dans la province d'Alicante pour les élections générales du 9 mars 2008.
À la suite du scrutin, il est reconduit dans ses fonctions ministérielles, mais se voit remplacé dès le 7 avril 2009 par la socialiste Trinidad Jiménez, au cours d'un large remaniement gouvernemental.

### Retour au monde de la recherche
À peine une semaine plus tard, il réintègre le CABIMER, en tant que chef de département et du plan andalou de thérapie cellulaire et de médecine régénérative. Il renonce finalement à son mandat parlementaire le 30 octobre, expliquant que son emploi nécessitait qu'il s'y dédie à plein temps.